# Auguste Franchomme
Auguste-Joseph Franchomme (ur. 10 kwietnia 1808 w Lille, zm. 21 stycznia 1884 Paryżu) – francuski wiolonczelista.

## Życiorys
Początkowo kształcił się w konserwatorium w rodzinnym Lille. Następnie w latach 1825–1826 uczył się w Konserwatorium Paryskim u Jeana-Henri Levasseura i Louisa Pierre’a Martina Norblina, studia ukończył z wyróżnieniem. Po ukończeniu nauki występował w licznych orkiestrach teatralnych i operowych, został też koncertmistrzem Société des Concerts du Conservatoire i nadwornym wiolonczelistą króla Ludwika Filipa. Od 1846 roku wykładał w Konserwatorium Paryskim. W 1852 roku odznaczony został Legią Honorową.
Wraz ze skrzypkiem Jeanem-Delphinem Alardem występował w koncertach kameralnych organizowanych przez Charlesa Hallégo. Przyjaźnił się z Fryderykiem Chopinem, który zadedykował mu swoją Sonatę g-moll op. 65 na wiolonczelę i fortepian. Wspólnie z Chopinem napisał Grand Duo concertant E-dur. Był kopistą ponad 200 dzieł polskiego kompozytora. Sam także komponował utwory przeznaczone na wiolonczelę, m.in. 12 Caprices op. 7 i 12 Études op. 35.